# SV Real Rincon
SV Real Rincon is een voetbalclub uit Rincon, Bonaire. SV Real Rincon speelt net als plaatsgenoot SV Vespo in het Antonio Trenidatstadion.
Als kampioen of de nummer twee van Bonaire neemt de club ook deel in de Kopa Antiano waarin om het kampioenschap van de Nederlandse Antillen wordt gestreden.

## Erelijst
Bonaire League
- kampioen in 1971/1972, 1973, 1979, 1986, 1996, 1997, 2003/2004, 2014, 2017, 2018, 2019, 2021, 2022
- finalist in 1969, 1975, 1976, 1977, 1978, 1981, 1984, 1991, 2002, 2007, 2008, 2009, 2010, 2013

Kopa MCB
- kampioen in 2012, 2013, 2014, 2015

ABC Beker
- kampioen in 2018
- finalist in 2017

CONCACAF Caribbean Club Shield
- bronze in 2018

## Selectie 2010/2011
| Nr. | Positie | Speler                |
| --- | ------- | --------------------- |
|     | DM      | Rishison Frans        |
|     | DM      | Curthley Winklaar     |
|     | V       | Cuthbert Piard        |
|     | V       | Ray-Germaine Winklaar |
|     | V       | Sarkis Albertus       |
|     | V       | Philberon Albertus    |
|     | V       | Irving Anthonij       |
|     | V       | Noelle Winklaar       |
|     | M       | Terrence Frans        |
|     | M       | Igmard Gijsbertha     |
|     | M       | Lacey Pauletta        |
|     | M       | Quentin Lozzeti       |
|     | A       | Ilfred Piar           |
|     | A       | Giancarlo Frans       |
|     | A       | Robert Frans          |